# Campionati mondiali di nuoto in vasca corta 2014
I XII Campionati mondiali di nuoto in vasca corta si sono svolti negli impianti del Hamad Aquatic Centre di Doha, in Qatar, dal 3 al 7 dicembre 2014.
Nel corso della manifestazione sono stati stabiliti nelle fasi finali, 21 nuovi primati mondiali. Tra questi, 14 in campo femminile, 6 in campo maschile e 1 in staffetta mista. Inoltre, sono stati migliorati 32 primati dei campionati: 13 in campo femminile, 18 in campo maschile e 1 in staffetta mista. Nel corso del mondiale di Doha hanno debuttato a livello mondiale le staffette di sesso misto, sia nello stile libero che nei misti.

## Selezione città ospitante
Il 14 dicembre 2010, la FINA ha annunciato che ad ospitare l'evento sarebbe stata Catania.
Nel novembre 2011, la Federazione Italiana Nuoto rinuncia a causa della mancata formalizzazione degli impegni da parte della Regione Siciliana.
Il 4 aprile 2012, la FINA quindi annuncia che la città organizzatrice sarebbe stata Doha.

## Programma
| H | Batterie | SF | Semifinali | F | Finali |

| Sessione mattutina | 09:30 | Sessione pomeridiana | 18:00 |

| Evento              | Dicembre | Dicembre | Dicembre | Dicembre | Dicembre | Dicembre | Dicembre | Dicembre | Dicembre | Dicembre |
| Evento              | 3        | 3        | 4        | 4        | 5        | 5        | 6        | 6        | 7        | 7        |
| ------------------- | -------- | -------- | -------- | -------- | -------- | -------- | -------- | -------- | -------- | -------- |
| 50m stile libero    |          |          | H        | SF       |          | F        |          |          |          |          |
| 100m stile libero   |          |          |          |          |          |          | H        | SF       |          | F        |
| 200m stile libero   | H        | F        |          |          |          |          |          |          |          |          |
| 400m stile libero   |          |          |          |          | H        | F        |          |          |          |          |
| 1500m stile libero  |          |          |          |          |          |          |          |          | F        | F        |
| 50m dorso           |          |          |          |          | H        | SF       |          | F        |          |          |
| 100m dorso          | H        | SF       |          | F        |          |          |          |          |          |          |
| 200m dorso          |          |          |          |          |          |          |          |          | H        | F        |
| 50m rana            |          |          |          |          |          |          | H        | SF       |          | F        |
| 100m rana           | H        | SF       |          | F        |          |          |          |          |          |          |
| 200m rana           |          |          |          |          | H        | F        |          |          |          |          |
| 50m farfalla        |          |          |          |          | H        | SF       |          | F        |          |          |
| 100m farfalla       | H        | SF       |          | F        |          |          |          |          |          |          |
| 200m farfalla       |          |          |          |          |          |          |          |          | H        | F        |
| 100m misti          |          |          |          |          |          |          | H        | SF       |          | F        |
| 200m misti          |          |          |          |          | H        | F        |          |          |          |          |
| 400m misti          |          |          | H        | F        |          |          |          |          |          |          |
| 4x50m stile libero  |          |          |          |          |          |          | H        | F        |          |          |
| 4x100m stile libero | H        | F        |          |          |          |          |          |          |          |          |
| 4x200m stile libero |          |          | H        | F        |          |          |          |          |          |          |
| 4x50m misti         |          |          | H        | F        |          |          |          |          |          |          |
| 4x100m misti        |          |          |          |          |          |          |          |          | H        | F        |
| Totale              | 2        | 2        | 6        | 6        | 4        | 4        | 3        | 3        | 7        | 7        |

| Evento              | Dicembre | Dicembre | Dicembre | Dicembre | Dicembre | Dicembre | Dicembre | Dicembre | Dicembre | Dicembre |
| Evento              | 3        | 3        | 4        | 4        | 5        | 5        | 6        | 6        | 7        | 7        |
| ------------------- | -------- | -------- | -------- | -------- | -------- | -------- | -------- | -------- | -------- | -------- |
| 50m stile libero    |          |          |          |          |          |          | H        | SF       |          | F        |
| 100m stile libero   |          |          | H        | SF       |          | F        |          |          |          |          |
| 200m stile libero   |          |          |          |          |          |          |          |          | H        | F        |
| 400m stile libero   |          |          |          |          | H        | F        |          |          |          |          |
| 800m stile libero   |          |          | F        | F        |          |          |          |          |          |          |
| 50m dorso           |          |          |          |          |          |          | H        | SF       |          | F        |
| 100m dorso          | H        | SF       |          | F        |          |          |          |          |          |          |
| 200m dorso          |          |          |          |          | H        | F        |          |          |          |          |
| 50m rana            | H        | SF       |          | F        |          |          |          |          |          |          |
| 100m rana           |          |          |          |          | H        | SF       |          | F        |          |          |
| 200m rana           |          |          |          |          |          |          |          |          | H        | F        |
| 50m farfalla        |          |          | H        | SF       |          | F        |          |          |          |          |
| 100m farfalla       |          |          |          |          |          |          | H        | SF       |          | F        |
| 200m farfalla       | H        | F        |          |          |          |          |          |          |          |          |
| 100m misti          |          |          | H        | SF       |          | F        |          |          |          |          |
| 200m misti          |          |          |          |          |          |          | H        | F        |          |          |
| 400m misti          | H        | F        |          |          |          |          |          |          |          |          |
| 4x50m stile libero  |          |          |          |          |          |          |          |          | H        | F        |
| 4x100m stile libero |          |          |          |          | H        | F        |          |          |          |          |
| 4x200m stile libero | H        | F        |          |          |          |          |          |          |          |          |
| 4x50m misti         |          |          |          |          | H        | F        |          |          |          |          |
| 4x100m misti        |          |          |          |          |          |          |          |          | H        | F        |
| Total               | 3        | 3        | 3        | 3        | 7        | 7        | 2        | 2        | 7        | 7        |

| Evento             | Dicembre | Dicembre | Dicembre | Dicembre | Dicembre | Dicembre | Dicembre | Dicembre | Dicembre | Dicembre |
| Evento             | 3        | 3        | 4        | 4        | 5        | 5        | 6        | 6        | 7        | 7        |
| ------------------ | -------- | -------- | -------- | -------- | -------- | -------- | -------- | -------- | -------- | -------- |
| 4x50m stile libero |          |          |          |          |          |          | H        | F        |          |          |
| 4x50m misti        |          |          | H        | F        |          |          |          |          |          |          |
| Total              |          |          | 1        | 1        |          |          | 1        | 1        |          |          |

## Medagliere
| Pos.   | Paese         | Oro | Argento | Bronzo | Totale |
| ------ | ------------- | --- | ------- | ------ | ------ |
| 1      | Brasile       | 7   | 1       | 2      | 10     |
| 2      | Ungheria      | 6   | 3       | 2      | 11     |
| 3      | Paesi Bassi   | 5   | 1       | 6      | 12     |
| 4      | Sudafrica     | 4   | 1       | 0      | 5      |
| 5      | Spagna        | 4   | 0       | 0      | 4      |
| 6      | Giappone      | 3   | 3       | 4      | 10     |
| 7      | Francia       | 3   | 2       | 3      | 8      |
| 8      | Svezia        | 3   | 1       | 0      | 4      |
| 9      | Stati Uniti   | 2   | 9       | 6      | 17     |
| 10     | Danimarca     | 2   | 1       | 3      | 6      |
| 11     | Australia     | 1   | 5       | 4      | 10     |
| 12     | Russia        | 1   | 4       | 4      | 9      |
| 13     | Italia        | 1   | 2       | 3      | 6      |
| 14     | Germania      | 1   | 1       | 2      | 4      |
| 15     | Polonia       | 1   | 1       | 1      | 3      |
| 16     | Giamaica      | 1   | 1       | 0      | 2      |
| 17     | Lituania      | 1   | 1       | 0      | 2      |
| 18     | Gran Bretagna | 0   | 7       | 1      | 8      |
| 19     | Cina          | 0   | 2       | 1      | 3      |
| 20     | Tunisia       | 0   | 1       | 0      | 1      |
| 21     | Ucraina       | 0   | 0       | 2      | 2      |
| 22     | Canada        | 0   | 0       | 1      | 1      |
| 22     | Serbia        | 0   | 0       | 1      | 1      |
| Totale | Totale        | 46  | 47      | 46     | 139    |

## Podi

### Uomini
| Evento                          | Oro | Tempo    | Argento | Tempo    | Bronzo | Tempo         |
| Stile libero                    | |          | |          | |               |
| 50 m (dettagli)                 | Florent Manaudou | 20"26    | Marco Orsi | 20"69    | César Cielo Filho                                                                                               | 20"88         |
| 100 m (dettagli)                | César Cielo Filho | 45"75    | Florent Manaudou | 45"81    | Danila Izotov                                                                                                   | 46"09         |
| 200 m (dettagli)                | Chad le Clos | 1'41"45  | Danila Izotov | 1'41"67  | Ryan Lochte | 1'42"09       |
| 400 m (dettagli)                | Péter Bernek | 3'34"32  | James Guy | 3'36"35  | Velimir Stjepanović                                                                                             | 3'38"17       |
| 1500 m (dettagli)               | Gregorio Paltrinieri | 14'16"10 | Oussama Mellouli | 14'18"79 | Ryan Cochrane                                                                                                   | 14'23"10      |
| Dorso                           | |          | |          | |               |
| 50 m (dettagli)                 | Florent Manaudou | 22"22    | Eugene Godsoe | 23"05    | Stanislav Donec                                                                                                 | 23"10         |
| 100 m (dettagli)                | Mitch Larkin | 49"57    | Radosław Kawęcki | 50"11    | Ryōsuke Irie Matt Grevers                                                                                       | 50"12         |
| 200 m (dettagli)                | Radosław Kawęcki | 1'47"38  | Ryan Lochte | 1'48"20  | Mitch Larkin | 1'48"35       |
| Rana                            | |          | |          | |               |
| 50 m (dettagli)                 | Felipe França Silva | 25"63    | Adam Peaty Cameron van der Burgh                                                                                       | 25"87    | Non assegnato                                                                                                   | Non assegnato |
| 100 m (dettagli)                | Felipe França Silva | 56"29    | Adam Peaty | 56"35    | Giacomo Perez-Dortona                                                                                           | 56"78         |
| 200 m (dettagli)                | Dániel Gyurta | 2'01"49  | Marco Koch | 2'01"91  | Kirill Prigoda                                                                                                  | 2'02"38       |
| Farfalla                        | |          | |          | |               |
| 50 m (dettagli)                 | Chad le Clos | 21"95    | Nicholas Santos | 22"08    | Andrij Hovorov                                                                                                  | 22"49         |
| 100 m (dettagli)                | Chad le Clos | 48"44    | Thomas Shields | 48"99    | Tommaso D'Orsogna                                                                                               | 49"60         |
| 200 m (dettagli)                | Chad le Clos | 1'48"61  | Daiya Seto | 1'48"92  | Paweł Korzeniowski                                                                                              | 1'50"21       |
| Misti                           | |          | |          | |               |
| 100 m (dettagli)                | Markus Deibler | 50"66    | Vladimir Morozov | 50"81    | Ryan Lochte | 51"24         |
| 200 m (dettagli)                | Kōsuke Hagino | 1'50"47  | Ryan Lochte | 1'51"31  | Daiya Seto | 1'5Q"79       |
| 400 m (dettagli)                | Daiya Seto | 3'56"33  | Kōsuke Hagino | 4'01"17  | Dávid Verrasztó                                                                                                 | 4'01"82       |
| Staffette                       | |          | |          | |               |
| 4x50 m stile libero (dettagli)  | Russia Vladimir Morozov Evgeny Sedov Oleg Tikhobaev Sergey Fesikov Nikita Konovalov* Yevgeny Korotyshkin* Aleksandr Popkov*            | 1'22"60  | Stati Uniti Josh Schneider Tom Shields Jimmy Feigen Ryan Lochte Matt Grevers* Darian Townsend*                         | 1'23"47  | Italia Luca Dotto Marco Orsi Filippo Magnini Marco Belotti Nicolangelo Di Fabio*                                | 1'24"56       |
| 4x100 m stile libero (dettagli) | Francia Clément Mignon Fabien Gilot Florent Manaudou Mehdy Metella                                                                     | 3'03"78  | Russia Vladimir Morozov Sergey Fesikov Danila Izotov Mikhail Polischuk Nikita Konovalov* Oleg Tikhobaev*               | 3'04"18  | Stati Uniti Jimmy Feigen Matt Grevers Ryan Lochte Tom Shields Darian Townsend*                                  | 3'05"58       |
| 4x200 m stile libero (dettagli) | Stati Uniti Conor Dwyer Ryan Lochte Matt McLean Tyler Clary Michael Klueh* Michael Weiss* Darian Townsend*                             | 6'51"68  | Italia Andrea Mitchell D'Arrigo Marco Belotti Nicolangelo Di Fabio Filippo Magnini                                     | 6'51"80  | Russia Mikhail Polischuk Danila Izotov Artem Lobuzov Viacheslav Andrusenko Dmitrii Ermakov* Aleksandr Krasnych* | 6'51"96       |
| 4x50 m misti (dettagli)         | Brasile Guilherme Guido Felipe França Silva Nicholas Santos César Cielo Filho Henrique Martins* João Luiz Gomes Júnior* João de Lucca* | 1'30"51  | Francia Benjamin Stasiulis Giacomo Perez-Dortona Mehdy Metella Florent Manaudou Clément Mignon*                        | 1'31"25  | Stati Uniti Eugene Godsoe Cody Miller Tom Shields Josh Schneider Matt Grevers* Brad Craig*                      | 1'31"83       |
| 4x100 m misti (dettagli)        | Brasile Guilherme Guido Felipe França Silva Marcos Macedo César Cielo Filho Henrique Martins* João Luiz Gomes Júnior*                  | 3'21"14  | Stati Uniti Matt Grevers Cody Miller Tom Shields Ryan Lochte Eugene Godsoe* Brad Craig* Darian Townsend* Jimmy Feigen* | 3'21"49  | Francia Florent Manaudou Giacomo Perez-Dortona Mehdy Metella Clément Mignon Benjamin Stasiulis*                 | 3'22"26       |

### Donne
| Evento                          | Oro | Tempo   | Argento                                                                                                 | Tempo   | Bronzo                                                                                   | Tempo   |
| Stile libero                    | |         | |         |                                                                                          |         |
| 50 m (dettagli)                 | Ranomi Kromowidjojo                                                                                            | 23"32   | Bronte Campbell                                                                                         | 23"62   | Dorothea Brandt                                                                          | 23"77   |
| 100 m (dettagli)                | Femke Heemskerk                                                                                                | 51"37   | Sarah Sjöström                                                                                          | 51"39   | Ranomi Kromowidjojo                                                                      | 51"47   |
| 200 m (dettagli)                | Sarah Sjöström                                                                                                 | 1'50"78 | Katinka Hosszú                                                                                          | 1'51"18 | Femke Heemskerk                                                                          | 1'51"69 |
| 400 m (dettagli)                | Mireia Belmonte                                                                                                | 3'55"76 | Sharon van Rouwendaal                                                                                   | 3'57"76 | Zhang Yufei                                                                              | 3'59"51 |
| 800 m (dettagli)                | Mireia Belmonte                                                                                                | 8'03"41 | Jazmin Carlin                                                                                           | 8'08"16 | Sharon van Rouwendaal                                                                    | 8'08"17 |
| Dorso                           | |         | |         |                                                                                          |         |
| 50 m (dettagli)                 | Etiene Medeiros                                                                                                | 25"67   | Emily Seebohm                                                                                           | 25"83   | Katinka Hosszú                                                                           | 25"96   |
| 100 m (dettagli)                | Katinka Hosszú                                                                                                 | 55"03   | Emily Seebohm                                                                                           | 55"31   | Daryna Zevina                                                                            | 55"54   |
| 200 m (dettagli)                | Katinka Hosszú                                                                                                 | 1'59"23 | Emily Seebohm                                                                                           | 2'00"13 | Sayaka Akase                                                                             | 2'02"30 |
| Rana                            | |         | |         |                                                                                          |         |
| 50 m (dettagli)                 | Rūta Meilutytė                                                                                                 | 28"84   | Alia Atkinson                                                                                           | 28"91   | Moniek Nijhuis                                                                           | 29"64   |
| 100 m (dettagli)                | Alia Atkinson                                                                                                  | 1'02"36 | Rūta Meilutytė                                                                                          | 1'02"46 | Moniek Nijhuis                                                                           | 1'04"03 |
| 200 m (dettagli)                | Kanako Watanabe                                                                                                | 2'16"92 | Rie Kanetō                                                                                              | 2'17"43 | Rikke Møller Pedersen                                                                    | 2'17"83 |
| Farfalla                        | |         | |         |                                                                                          |         |
| 50 m (dettagli)                 | Sarah Sjöström                                                                                                 | 24"58   | Jeanette Ottesen                                                                                        | 24"71   | Inge Dekker                                                                              | 24"73   |
| 100 m (dettagli)                | Sarah Sjöström                                                                                                 | 54"61   | Lu Ying                                                                                                 | 55"25   | Jeanette Ottesen                                                                         | 55"32   |
| 200 m (dettagli)                | Mireia Belmonte                                                                                                | 1'59"61 | Katinka Hosszú                                                                                          | 2'01"12 | Franziska Hentke                                                                         | 2'03"89 |
| Misti                           | |         | |         |                                                                                          |         |
| 100 m (dettagli)                | Katinka Hosszú                                                                                                 | 56"70   | Siobhan-Marie O'Connor                                                                                  | 57"83   | Emily Seebohm                                                                            | 58"19   |
| 200 m (dettagli)                | Katinka Hosszú                                                                                                 | 2'01"86 | Siobhan-Marie O'Connor                                                                                  | 2'05"87 | Melanie Margalis                                                                         | 2'06"68 |
| 400 m (dettagli)                | Mireia Belmonte                                                                                                | 4'19"86 | Katinka Hosszú                                                                                          | 4'22"94 | Hannah Miley                                                                             | 4'24"74 |
| Staffette                       | |         | |         |                                                                                          |         |
| 4x50 m stile libero (dettagli)  | Paesi Bassi Inge Dekker Femke Heemskerk Maud van der Meer Ranomi Kromowidjojo Esmee Vermeulen*                 | 1'34"24 | Stati Uniti Madison Kennedy Abbey Weitzeil Natalie Coughlin Amy Bilquist Kathleen Baker* Amanda Weir*   | 1'34"61 | Danimarca Jeanette Ottesen Julie Levisen Mie Nielsen Pernille Blume Sarah Bro*           | 1'35"48 |
| 4x100 m stile libero (dettagli) | Paesi Bassi Inge Dekker Femke Heemskerk Maud van der Meer Ranomi Kromowidjojo Esmee Vermeulen* Rieneke Terink* | 3'26"53 | Stati Uniti Natalie Coughlin Abbey Weitzeil Madison Kennedy Shannon Vreeland Amy Bilquist* Amanda Weir* | 3'27"70 | Italia Erika Ferraioli Silvia Di Pietro Aglaia Pezzato Federica Pellegrini Alice Mizzau* | 3'29"48 |
| 4x200 m stile libero (dettagli) | Paesi Bassi Inge Dekker Femke Heemskerk Sharon Van Rouwendaal Ranomi Kromowidjojo Esmee Vermeulen*             | 7'32"85 | Cina Yuhan Qui Yue Cao Junjun Guo Duo Shen                                                              | 7'37"02 | Australia Leah Neale Madison Wilson Brianna Throssell Kylie Palmer Katie Goldman*        | 7'38"59 |
| 4x50 m misti (dettagli)         | Danimarca Mie Østergaard Nielsen Rikke Møller Pedersen Jeanette Ottesen Pernille Blume                         | 1'44"04 | Stati Uniti Felicia Lee Emma Reaney Claire Donahue Natalie Coughlin Amanda Weir*                        | 1'44"92 | Francia Mathilde Cini Charlotte Bonnet Mélanie Henique Anna Santamans                    | 1'45"89 |
| 4x100 m misti (dettagli)        | Danimarca Mie Østergaard Nielsen Rikke Møller Pedersen Jeanette Ottesen Pernille Blume                         | 3'48"86 | Australia Madison Wilson Sally Hunter Emily Seebohm Bronte Campbell Katie Goldman*                      | 3'50"31 | Giappone Sayaka Akase Kanako Watanabe Rino Hosoda Miki Uchida                            | 3'50"50 |

### Misto
| Evento                         | Oro | Tempo   | Argento | Tempo   | Bronzo | Tempo   |
| Stile libero                   | |         | |         | |         |
| 4x50 m stile libero (dettagli) | Stati Uniti Josh Schneider Matt Grevers Madison Kennedy Abbey Weitzeil Darian Townsend* Amy Bilquist* Natalie Coughlin*                 | 1'28"57 | Russia Evgeny Sedov Vladimir Morozov Veronika Popova Rozaliya Nasretdinova Oleg Tikhobaev* Nikita Konovalov* Margarita Nesterova* | 1'29"13 | Brasile César Cielo Filho Joao de Lucca Etiene Medeiros Larissa Oliveira Alan Vitória* Henrique Martins* Daiane Oliveira* Alessandra Marchioro* | 1'29"17 |
| 4x50 m mista (dettagli)        | Brasile Etiene Medeiros Felipe França Silva Nicholas Santos Larissa Oliveira João Luiz Gomes Júnior* Henrique Martins* Daiane Oliveira* | 1'37"26 | Gran Bretagna Chris Walker-Hebborn Adam Peaty Siobhan-Marie O'Connor Fran Halsall                                                 | 1'37"46 | Italia Niccolò Bonacchi Fabio Scozzoli Silvia Di Pietro Erika Ferraioli Simone Sabbioni*                                                        | 1'37"90 |